# Jorge Guerrero de la Torre
Jorge Guerrero de la Torre [xoɾ.xe ɣɛ.ˈrɛ.ɾo ðe la ˈto.re] (n. Victoria de Durango, México; 10 de mayo de 1970) es un promotor cultural, educador, medioambientalista, defensor de los derechos de las personas con discapacidad, editor y escritor mexicano de ciencia ficción y género fantástico.

## Biografía
Nació en Victoria de Durango. En su novelas, cuentos, poemas y micro-relatos, aborda temas sobre antropología, política, historia alternativa, ciencia y metafísica, para realizar una exploración sobre los límites de la condición humana y los efectos de nuestra existencia en el universo.
Ha sido beneficiario de varias becas de creación artística, promoción cultural y desarrollo educativo, entre las que destacan las otorgadas por el Programa de Estímulos a la Creación y Desarrollo Artístico de Chihuahua, como además la del Programa de Apoyo a las Culturas Municipales y Comunitarias del Consejo Nacional para la Cultura y las Artes, y el apoyo financiero de las emisiones 2015, 2017 y 2019 del Programa de Fomento a Proyectos y Coinversiones Culturales del Fondo Nacional para la Cultura y las Artes, en la disciplina Letras y especialidad Animación y fomento a la lectura.
Posee una especialización en Proyectos de Lectura y Biblioteca Escolar, una especialización en Identificación y Preparación de Convocatorias y Licitaciones de Cooperación Internacional, una especialización en Educación Artística, Cultura y Ciudadanía, como a su vez una especialización en Gestión Cultural en el Ámbito Local. Cursó Diplomados sobre Creación Literaria, Actualización Profesional en Creación Literaria, Literatura Europea Contemporánea, Crítica y Difusión del Arte Contemporáneo, e Historia del Arte Contemporáneo Occidental , como además el Seminario de Cooperación Internacional y Derechos Humanos, el Seminario en Principios Ecológicos para la Comprensión de la Sostenibilidad Ambiental, y el Seminario de Poesía del Instituto de Cultura del Estado de Durango.
Desde 2014 coordina el taller de narrativa fantástica y de ciencia ficción Ray Bradbury, en la ciudad de Chihuahua.
Durante los años de 2015 a 2018, fue miembro del Programa Creadores en los Estados del Fondo Nacional para la Cultura y las Artes de México. 
Actualmente es miembro del Consejo Consultivo del Seminario de Estéticas de Ciencia Ficción, del Centro Nacional de Investigación, Documentación e Información de Artes Plásticas del Instituto Nacional de Bellas Artes y Literatura.

## Activismo en Derechos Humanos
Es reconocido por su quehacer en la defensa de los derechos de las personas discapacitadas, especialmente por su sobresaliente esfuerzo en los ámbitos de la igualdad de acceso al arte y la cultura, la educación especial y la inclusión social. Esto lo ha llevado a recibir diversas distinciones, entre las que destacan la Medalla al Mérito Educativo del H. Congreso del Estado de Chihuahua y la Medalla de Reconocimiento por la Defensa de los Derechos Humanos, el Combate a la Discriminación y la Promoción de la Tolerancia Gilberto Rincón Gallardo y Meltis del H. Congreso del Estado de Zacatecas,

## Activismo medioambiental
Igual de relevante es su trayectoria en el campo de la educación medioambiental, en virtud a la promoción de una mayor consciencia ambiental, fomentando entre los infantes y jóvenes la cooperación y el desarrollo sostenible, como también el cuidado de la biodiversidad, reciclaje y uso de energías renovables. Además, en su obra literaria realiza una constante exploración del impacto de la actividad humana sobre el medioambiente. Por su labor recibió en el año 2018, mediante sesión solemne de los integrantes del Ayuntamiento de Chihuahua, el Premio Municipal del Cuidado al Medio Ambiente, recibido de manos de la alcaldesa María Eugenia Campos Galván.

## Obras

### Novelas
- Celeste y la banda de Moebius.
- Ascentio.
- La curandera maya[9]
- Las piedras blancas en el fin del mundo[10]

### Cuentos
- Psicofonías del gato cuántico.

### Antologías en las que aparece su obra
- Voz Hispana 1: cuentos de América y España[11]
- 2011 St. Paul's International Literary Award Anthology.
- Primera Antología de Cuento de Editorial Vagón[12]
- Alebrije de palabras: escritores Mexicanos en breve.
- Sangrar para narrar: 18 formas de contar el ruido.
- Teknochtitlán: 30 visiones de la ciencia ficción mexicana.
- El futuro en 100 palabras[13]
- Los Premios Chema Mendiola. Ganadores del Concurso de Cuento y Poesía de Ciencia Ficción “José María Mendiola” 2014 – 2019[14]
- Penumbria. Revista fantástica para leer en el ocaso. N° 57: Cinéfila[15]
- Río Grande Review Journal, Issue 59: Sci-Fi Solastalgia. The University of Texas at El Paso
- Lo mejor de la Ciencia Ficción mexicana 2023[16]
- Liminales 3. Antología de cuento fantástico, terror y ciencia ficción[17]

### Como antólogo
- Ruedas a volar
- Palabras en movimiento.[18]
- Quivirenses: antología digital del taller de narrativa Ray Bradbury.[19]
- En el bosque alienígena de hechizos digitales.

## Estudios sobre su obra
- El futuro en cuentos: de OVNIS e implantes oculares a la Ciencia Ficción Mexicana, 2017.[20]
- Investigar la realidad en el siglo XXI novela policial de ciencia ficción en España y México, 2017.[21]
- Señales mutuas: Estudios transatlánticos de literatura española y mexicana hoy, 2019.[22]

Parte de su obra está integrada en los siguientes catálogos de recursos bibliográficos en español:
- Biblioteca del Congreso de Estados Unidos.
- Biblioteca de la Universidad Yale.
- Biblioteca Nacional del Reino Unido
- Biblioteca de la Universidad Brigham Young.
- Biblioteca de la Universidad de Texas A&M. (enlace roto disponible en Internet Archive; véase el historial, la primera versión y la última).
- Biblioteca de la Benemérita Universidad Autónoma de Puebla.

## Premios, becas y reconocimientos

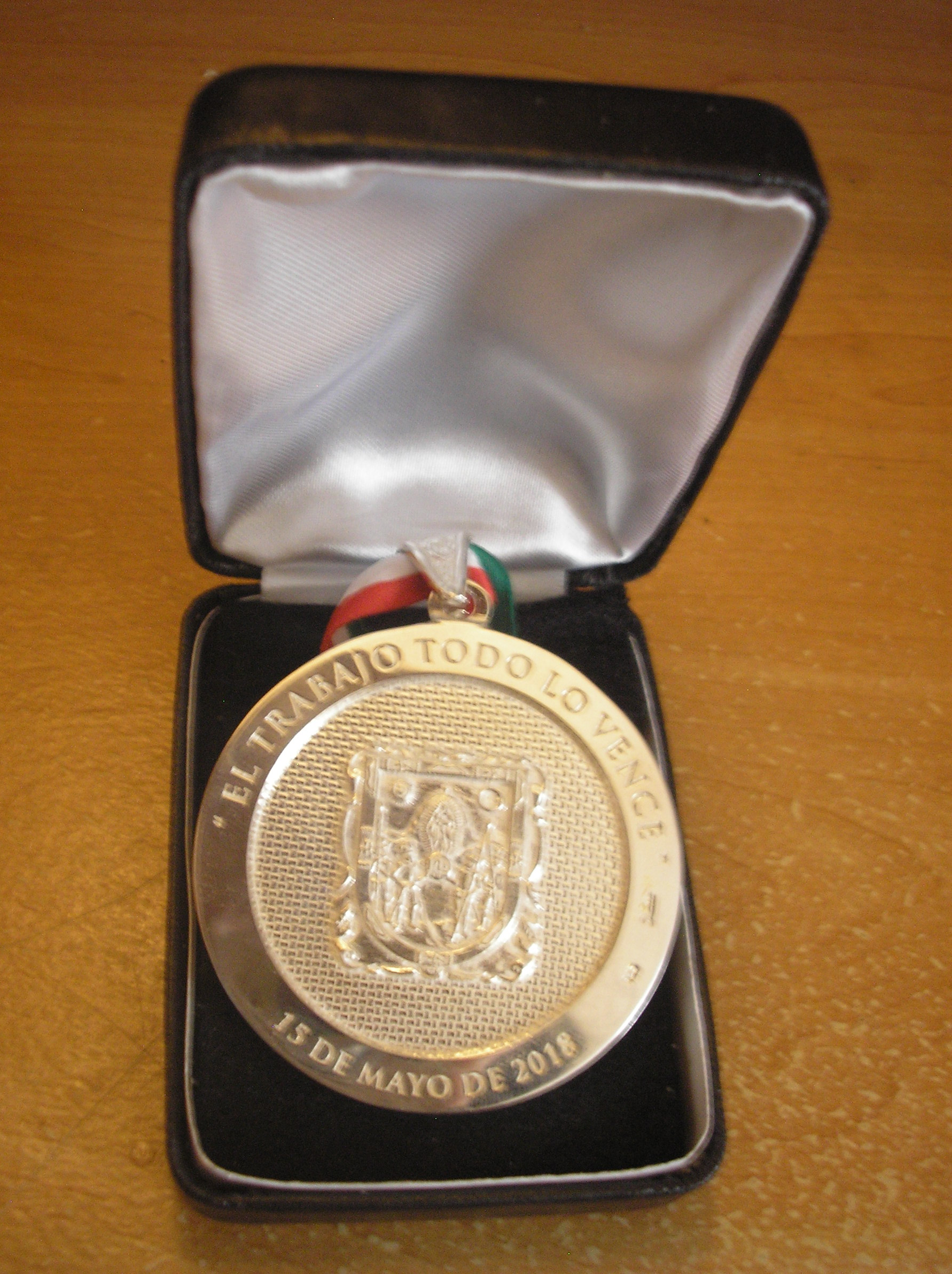
Medalla de Reconocimiento por la Defensa de los Derechos Humanos, el Combate a la Discriminación y la Promoción de la Tolerancia "Gilberto Rincón Gallardo y Meltis", concedida por el H. Congreso del Estado de Zacatecas. 2018.

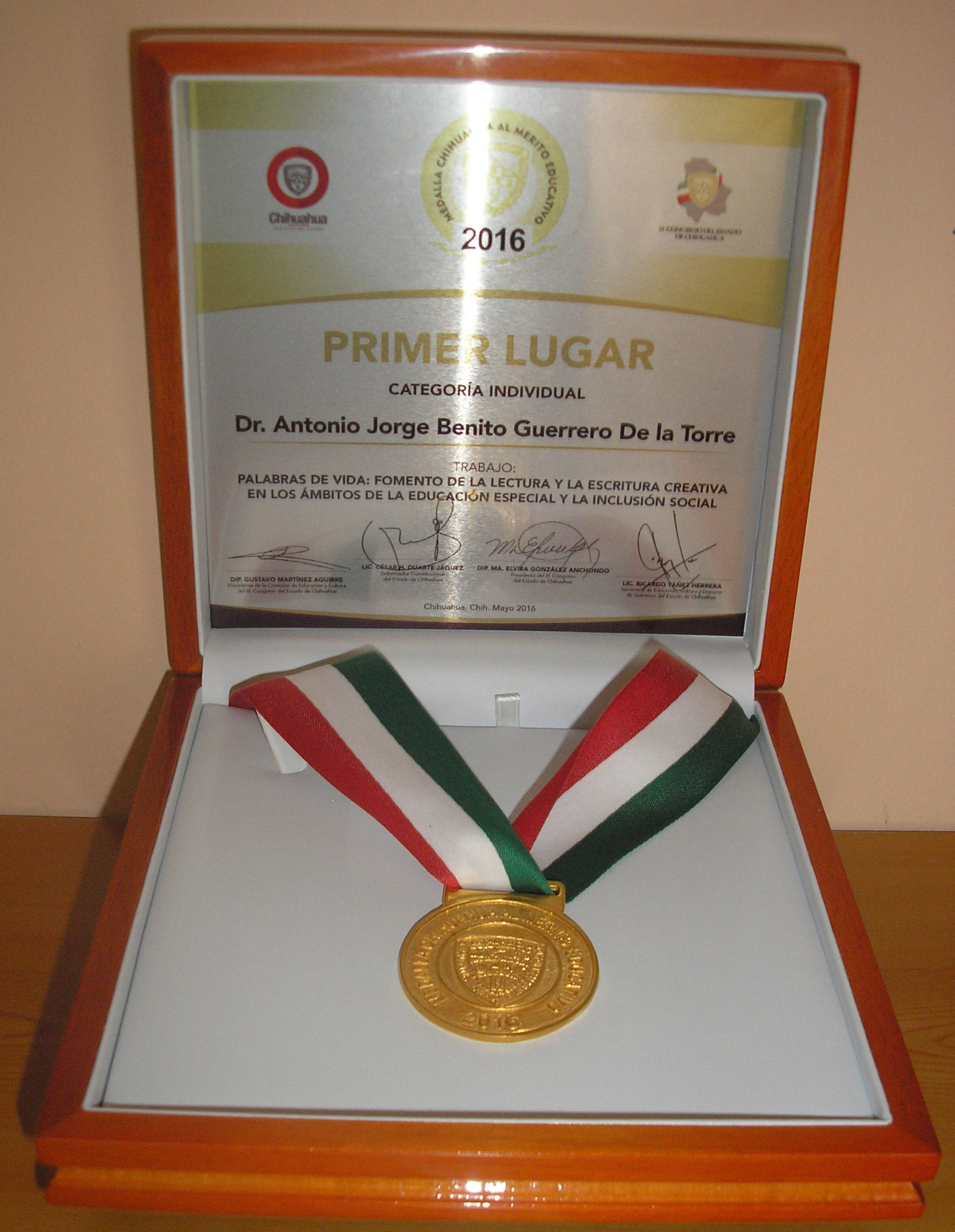
Medalla al Mérito Educativo del H. Congreso del Estado de Chihuahua, en reconocimiento a la labor de fomento de la lectura y la escritura creativa en los ámbitos de la educación especial y la inclusión social. 2016.

### Obtenidos
- 2025: Ganador del Concurso Nacional de Cuento Juegos Florales de Lagos de Moreno, organizado por la Dirección de Cultura del H. Ayuntamiento de Lagos de Moreno.[23]
- 2025: Beca del Fondo Municipal para Artistas y Creadores del Instituto de Cultura Municipal de Chihuahua, en la categoría de Creadores con trayectoria, disciplina Literatura, género Novela, por el proyecto de novela Aanï_ókixi oodï (Yo, la niña de los huesos).[24]
- 2024: Ganador del 1.er. Concurso de Cuentos de Ciencia Ficción, organizado por la Universidad Autónoma de Guadalajara a través de su editorial FOLIA.
- 2020: Ganador del Concurso de Crónica Literaria "El espacio entre nosotros", del Instituto de Cultura del Estado de Durango con la obra Te mostraré el miedo en un puñado de polvo.[25]
- 2020: Apoyo del Programa de Fomento a Proyectos y Coinversiones Culturales, del Fondo Nacional para la Cultura y las Artes (Fonca) emisión 35, obtenido en la disciplina Letras, dentro de la especialidad Animación y fomento a la lectura.[26]
- 2020: Apoyo de la Convocatoria de Estímulos Fiscales para la Cultura y las Artes Eká Nawéame, de la Secretaria de Cultura de Chihuahua, con el proyecto Talleres de creación literaria Ray Bradbury.
- 2019: Beca del Fondo Municipal para Artistas y Creadores del Instituto de Cultura Municipal de Chihuahua, en la categoría de Creadores con trayectoria, disciplina Literatura, género Novela, por el proyecto de novela Los restos del alba.[27]
- 2018: Medalla de Reconocimiento por la Defensa de los Derechos Humanos, el Combate a la Discriminación y la Promoción de la Tolerancia Gilberto Rincón Gallardo y Meltis del H. Congreso del Estado de Zacatecas, por su labor en ayuda y defensa de las personas con discapacidad, desde el ámbito de su inclusión a la vida artística, educativa y cultural.[28]
- 2018: Premio Municipal del Cuidado al Medio Ambiente, del H. Ayuntamiento de Chihuahua, por la labor de fomentar y difundir una educación medioambiental para la preservación y protección ecológica.[29]
- 2017: Apoyo del Programa de Fomento a Proyectos y Coinversiones Culturales, del Fondo Nacional para la Cultura y las Artes (Fonca) emisión 33, obtenido en la disciplina Letras, dentro de la especialidad Animación y fomento a la lectura.[30]
- 2017: Premio Internacional Ox, en virtud al aporte de contenidos Web para la difusión del arte y la cultura en español.[31]
- 2016: Medalla al Mérito Educativo del H. Congreso del Estado de Chihuahua, en reconocimiento de sus acciones a nivel nacional en el fomento de la lectura y la escritura creativa en los ámbitos de la educación especial y la inclusión social.
- 2015: Apoyo del Programa de Atención a Públicos Específicos, del Instituto de la Cultura del Estado de Durango, México.
- 2015: Apoyo del Programa de Fomento a Proyectos y Coinversiones Culturales, del Fondo Nacional para la Cultura y las Artes (Fonca) emisión 31, obtenido en la disciplina Letras, dentro de la especialidad Animación y fomento a la lectura.[32]
- 2015: Beca del Programa de Estímulos a la Creación y Desarrollo Artístico del Instituto Chihuahuense de la Cultura, en la categoría Difusión del patrimonio cultural, disciplina Letras, por el proyecto de novela Las piedras quemadas de Norogachi.[2]
- 2014: Premio Nacional de Fomento a la Lectura México Lee, categoría Fomento de la lectura y la escritura en otros espacios educativos, otorgado en conjunto por la Secretaría de Cultura, la Secretaría de Educación Pública de México, la Organización de Estados Iberoamericanos para la Educación, la Ciencia y la Cultura, la Cámara Nacional de la Industria Editorial Mexicana y la Asociación de Librerías de México.[33]
- 2014: Beca del Programa de Estímulos a la Creación y Desarrollo Artístico del Instituto Chihuahuense de la Cultura, en la categoría Creadores con trayectoria, disciplina Letras, por el proyecto de novela ucrónica Amelia de Braganza, Emperatriz de México.[34]
- 2014: Segundo lugar en la categoría de poesía, y tercer lugar en la categoría de cuento, en el marco del Ier Concurso de Cuento y Poema de Ciencia Ficción José María Mendiola, por el relato Blues for a red planet y por el poema Gigante Roja, respectivamente.[35]
- 2014: Beneficiario del Programa del Apoyo a las Culturas Municipales y Comunitarias del Instituto Chihuahuense de la Cultura, por el proyecto Palabras en movimiento: Antología de los talleres de creación literaria para jóvenes con discapacidad y niños en condición hospitalaria.[36]
- 2014: Premio de Narrativa Tomás Carrasquilla, categoría Novela corta por La curandera de Chicxulub.[37][38]
- 2013: Apoyo del Programa de Producción Cultural y Artística de Personas con Discapacidad, del Instituto Chihuahuense de la Cultura, México.[39]
- 2013: Finalista en la III Edición del Concurso Internacional de Microrrelatos Fundación César Egido Serrano-Museo de la Palabra por el relato Doppelgänger.[40]
- 2013: Premio Internacional de Ciencia Ficción Alternis Mundi de novela por Ascentio.[41][42]
- 2012: Premio Internacional de Cuento Julio Cortázar por el libro Psicofonías del gato cuántico.[43]
- 2012: Mención Honorífica Especial en el I Certamen Iberoamericano de Novela Corta José Echegaray por La curandera de Chicxulub.[44]
- 2012: Finalista en el II Certamen Literario Picapedreros de Microrrelato por el relato Hercólubus (Novo Edén).[45]
- 2011: Finalista en el I Concurso Internacional de Cuento Editorial Vagón por el relato Derrotero a Tulúm o una travesía interna.[46]
- 2011: Segundo lugar en el I Certamen de Narrativa Hiperbreve El país del día después por el relato Evita caer por el agujero equivocado.
- 2010: Finalista en el I Concurso de Cuento Breve Voz Hispana por el relato Sucesión.[47]
- 2010: Mención de Honor en la II Convocatoria de Cuento Breve Caligrama por el relato Doppelgänger.
- 2008: Apoyo del Programa de Desarrollo Cultural del Instituto Municipal para el Arte y la Cultura. Durango.[48]

### Nominaciones
- 2021: Premio Estatal de Periodismo en Derechos Humanos, por su podcast "Palabras de vida", para difundir y promover los Derechos Humanos de personas en condición vulnerable.[49]
- 2019: Premio Nacional de Derechos Humanos Sergio Méndez Arceo, por su labor de promover y difundir los Derechos de las personas con discapacidad desde la educación y el arte.[50]
- 2018: Medalla de Honor Gilberto Rincón Gallardo de la Cámara de Diputados del Congreso General de los Estados Unidos Mexicanos, por promover activamente la inclusión de las personas con discapacidad en la política, el desarrollo, la erradicación de la pobreza y el respeto a los Derechos Humanos.[51][52]
- 2018: Premio Regional de Derechos Humanos de la Federación Mexicana de Organismos Públicos de Derechos Humanos, por su trayectoria en la promoción efectiva y defensa de los derechos fundamentales.
- 2018: Premio Nacional de Derechos Humanos de la Comisión Nacional de los Derechos Humanos de México, por su trayectoria en la defensa y difusión de los derechos ambientales.
- 2018: Premio Estatal de Derechos Humanos de la Comisión Estatal de Derechos Humanos de Durango, por la defensa de las personas en condición vulnerable y la promoción activa de su inclusión en el desarrollo, la educación, el arte y la cultura.[53]
- 2017: Premio a la Responsabilidad Medioambiental del H. Congreso del Estado de Chihuahua.[nota 8]
- 2016: Premio Franco-Alemán de Derechos Humanos Gilberto Bosques, Archivado el 28 de marzo de 2019 en Wayback Machine. en virtud a la trayectoria de divulgación, defensa y protección de los Derechos Humanos de las personas con discapacidad.
- 2014:	Premio Alemán de la Paz de Aachen, por su labor en la protección, promoción y difusión de los Derechos Humanos de las personas con discapacidad, menores en condición vulnerable, adultos mayores y migrantes.